# Dehm Verlag
Der Dehm Verlag ist ein Musikverlag mit Sitz in Limburg, Lahn.

## Geschichte
Der Verlag wurde 2007 von Patrick Dehm gegründet. Von 1996 bis 2013 war Dehm Vorsitzender des Arbeitskreises Kirchenmusik und Jugendseelsorge im Bistum Limburg. Die Aufgabe bestand darin, den Gemeinden zu neuem und zeitgemäßem Liedgut zu verhelfen. Das Ziel war, das Lebensgefühl und die Themen Jugendlicher und junger Erwachsene musikalisch aufzugreifen. Die so entstandenen Liederbücher brauchten eine rechtliche Form und professionelle Vertriebswege. Weil dies das Bistum Limburg personell nicht leisten wollte, gründete Patrick Dehm 2007 den Dehm Verlag.

## Verlagsprofil
Der Dehm Verlag verlegt größtenteils Kompositionen und Texte aus dem Bereich der zeitgenössischen Kirchenmusik. Einige der Lieder haben ebenso Eingang gefunden in den Stammteil und die Diözesananhänge des Katholischen Gotteslobes, wie in den Stammteil oder die Regionalanhänge des Evangelischen Gesangbuches.
Er veranstaltet Fortbildungen zum Thema „Gemeinsames Singen“. Zielgruppen sind Bands, Jugend- und Kirchenchöre sowie alle, die sich für Neue Lieder interessieren. Darüber hinaus führt der Verlag „offene Singen“ in Kooperation mit Bildungsinstituten oder Pfarrgemeinden durch.

## Autoren
Bekannte Autoren, deren Musikwerke oder Texte im Dehm Verlag veröffentlicht worden sind:
| - Alexander Bayer - Arndt Büssing - Horst Christill - Merle Clasen - Eugen Eckert - Dietmar Fischenich - Hans Florenz | - Thomas Gabriel - Winfried Heurich - Jürgen Kandziora - Johann Simon Kreuzpointner - Christina Kupczak - Jan von Lingen | - Kai Lünnemann - Joachim Raabe - Peter Reulein - Helmut Schlegel - Johannes M. Schröder - Ludger Stühlmeyer |

## Veröffentlichungen (Auswahl)
- 2003: Lass dein Licht leuchten, Chorbuch mit 103 Liedern, Rufen und Kanons für die Advents- und Weihnachtszeit.
- 2006: NachKlänge, 69 Lieder, davon 40 Erstveröffentlichungen, 15 ausgearbeitete Vorschläge, wie Abendgebete, die in Gemeinden, Jugendgruppen, Schule und Katechese gefeiert werden können.
- 2007: Der Umgang mit dem Urheberrecht - Was ist erlaubt uns was nicht?
- 2008: Weil du da bist – Kinder Gotteslob, Sammlung mit 380 neuen und bekannten Liedern.
- 2009: Weil der Himmel uns braucht, Chorbuch, Eine Sammlung mit 204 Liedern, Rufen und Kanons.
- 2010: Lichter auf dem Weg, Messe mit Neuen geistlichen Liedern für drei- bis vierstimmigen gemischten Chor, Text: Helmut Schlegel, Musik: Winfried Heurich.
- 2011: Irische Messe: Die Saat geht auf, Musik: Liam Lawton, Text: Alexander Bayer.
- 2011: Wie Feuer in der Nacht. Eine Messe mit Neuen Geistlichen Liedern, Musik: Ralph Grössler, Text: Eugen Eckert.
- 2011: Ragtime-Mass. Lateinisches Messordinarium für Solo, gemischten Chor, Streicher und Dixieland-Combo, Musik: Johann Simon Kreuzpointner.
- 2011: Ein Segen sein – Junges Gotteslob mit 720 Liedern.
- 2011: Begegnen und Versöhnen, Lieder für ein- bis vierstimmigen gemischten Chor und Klavier, Musik: Winfried Heurich.
- 2012: Soulmesse, Musik: Kai Lünnemann.
- 2012: Moderne geistliche Literatur für Männerchöre.
- 2012: Sende uns Engel – Liederbuch (Gebärdenschrift und Noten).
- 2013: Von David, Saul & Goliath. Kindermusical, Text: Eugen Eckert, Musik: Horst Christill.
- 2013: Die Träume hüten, Chorbuch. Eine Sammlung mit 169 Neuen Geistlichen Liedern.
- 2014: Und dann warst du da: Kantate zum 1. Weihnachtstag, Text: Eugen Eckert, Musik: Horst Christill.
- 2015: Ragtime Mass: Für Soli, gemischten Chor, Streicher und Dixieland-Combo, Musik: Johann Simon Kreuzpointner.
- 2016: Feuerzungen : Oratorium zum Pfingstfest ; in sechs Bildern ; für Soli, Chor und Orchester, Text: Eugen Eckert, Musik: Peter Reulein.
- 2016: Laudato si': ein franziskanisches Magnificat : Oratorium für Chor, Soli und Orchester, Text: Helmut Schlegel, Musik: Peter Reulein.
- 2016: Die Segel sind gesetzt. Lieder zur Hochzeit und Segnung der Liebe.
- 2017: Und dann kam der Morgen. Chorbuch. Eine Sammlung mit 169 Neuen Geistlichen Liedern.[2]
- 2019: Eine Handbreit bei dir - Neue Texte und Melodien zu allen 150 Psalmen der Bibel
- 2021: Neue geistliche Literatur für Frauenchöre.
- 2021: Auf dem Weg durch diese Nacht - Chorbuch Evensong
- 2021: EINE WELT - Nachhaltigkeitsoratorium von Thomas Gabriel.
- 2021: Gabriel: Im Auftrag des Herrn - Oratorium von Thomas Gabriel.
- 2023: Wurzeln können - Liederbuch mit 766 Liedern
- 2024: Wurzeln können - Chorbuch mit 140 Chorsätzen